# Constituição da República Italiana

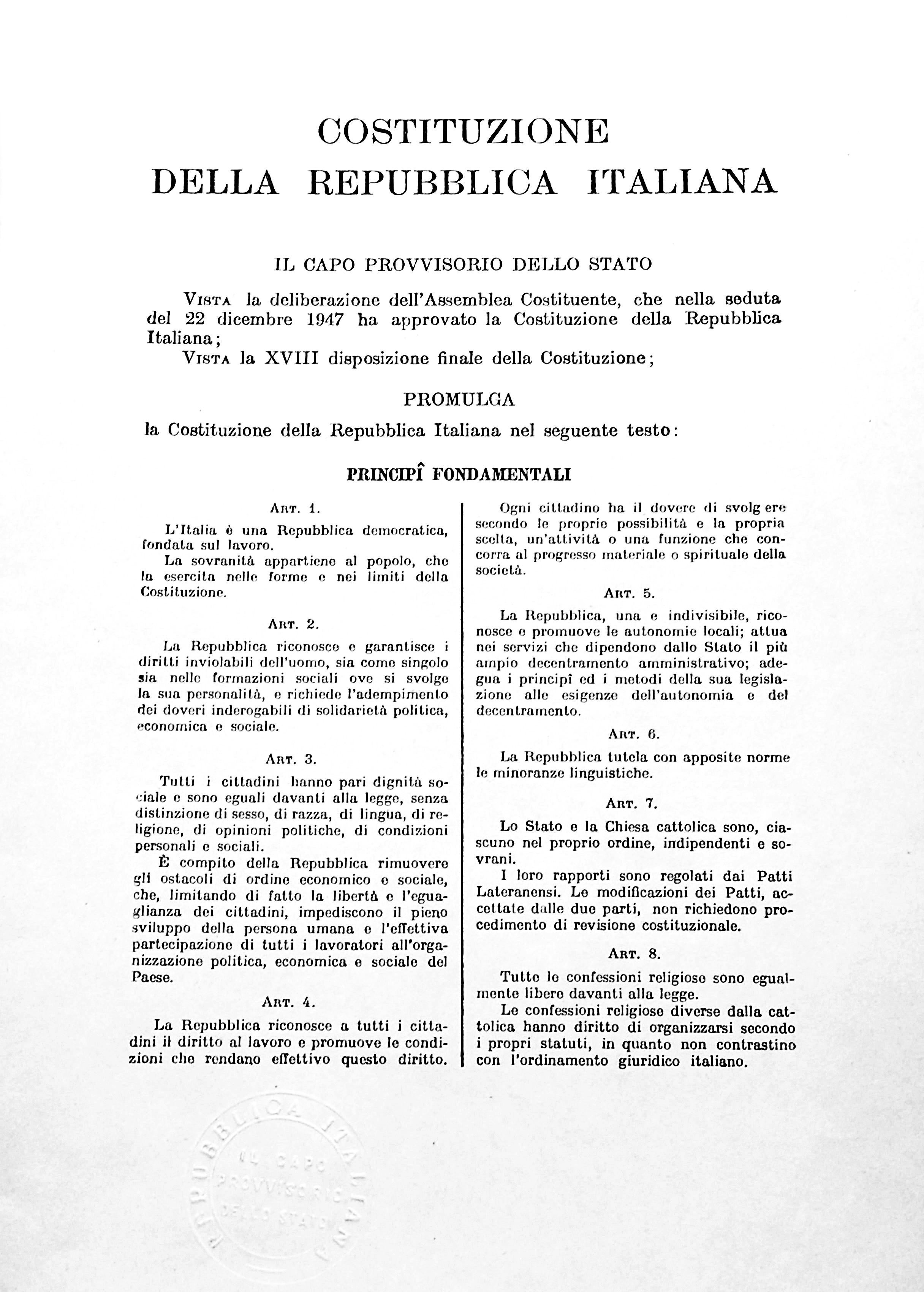

A Constituição da República Italiana (em italiano: Costituzione della Repubblica Italiana) foi promulgada pela Assembleia Constituinte em 22 de dezembro de 1947, com 453 votos a favor e 62 contra. O texto, que já foi alterado 13 vezes, foi promulgado na edição extraordinária do Gazzetta Ufficiale n. 298 em 27 de dezembro de 1947. A Assembleia Constituinte foi eleita por sufrágio universal em 2 de junho de 1946, ao mesmo tempo como um referendo sobre a abolição da monarquia. A constituição entrou em vigor em 1 de janeiro de 1948, um século após o Statuto Albertino ter sido promulgado. Embora este tenha permanecido em vigor após a Marcha sobre Roma de 1922, tornou-se destituído de valor efetivo.
A XIII disposição final da constituição republicana proibiu os descendentes masculinos da antiga família real, a Casa de Saboia, de entrar no território italiano; depois de muitos pedidos porém esta disposição foi revogada em 2002.